# Серышев, Анатолий Анатольевич
Анато́лий Анато́льевич Се́рышев (род. 19 июля 1965, Кобляково, Иркутская область) — российский государственный деятель, Помощник Президента Российской Федерации с 13 июня 2018 по 12 октября 2021 года.Полномочный представитель президента Российской Федерации в Сибирском федеральном округе с 12 октября 2021 года, член Совета Безопасности.
Из-за военного вторжения РФ на территорию Украины, «совершения массовых военных преступлений РФ на территории Украины» во время российско-украинской войны находится под персональными международными санкциями всех стран Европейского союза, Великобритании, США, Канады, Швейцарии, Австралии, Японии, Украины, Новой Зеландии.

## Биография
Родился 19 июля 1965 года в посёлке Кобляково Братского района Иркутской области. В 1988 году окончил Иркутский институт народного хозяйства по специальности «экономист».
В 1990 году окончил Высшие курсы КГБ СССР по специальности «офицер с высшим специальным образованием».
С 1988 по 2016 год проходил службу в органах безопасности.
В дальнейшем занимал должность начальника Управления Федеральной службы безопасности Российской Федерации по Республике Карелия (2011—2016), заместителя руководителя Федеральной таможенной службы Российской Федерации (2016—2018).
13 июня 2018 года назначен на должность помощника президента России.
С 8 февраля 2019 по 25 октября 2021 возглавлял Совет при президенте Российской Федерации по делам казачества, предшественником на этом посту был Александр Беглов, а преемником стал Дмитрий Миронов.
12 октября 2021 года назначен полномочным представителем президента Российской Федерации в Сибирском федеральном округе. Был введён в Совет Безопасности.

## Международные санкции
Из-за нарушения территориальной целостности и независимости Украины во время российско-украинской войны находится под персональными международными санкциями разных стран. 28 февраля 2022 года внесён в санкционный список Канады лиц «которые несут наибольшую ответственность за неспровоцированное и неоправданное вторжение России в Украину». С 25 февраля 2022 года находится под санкциями Австралии. С 18 марта 2022 года находится под санкциями Новой Зеландии. С 24 марта 2022 года находится под санкциями Великобритании. С 6 апреля 2022 года находится в санкционном списке Соединённых Штатов Америки  «против России за ее злодеяния в Украине».
Указом президента Украины Владимира Зеленского с 7 сентября 2022 года находится под санкциями Украины.

## Награды
Награждён медалью «За отличие в воинской службе» II степени, медалью ордена «За заслуги перед Отечеством» II степени, благодарностью Президента Российской Федерации (2025).

## Доходы
Согласно данным, размещенным в декларации, содержащей сведения о доходах, расходах, об имуществе и обязательствах имущественного характера лиц, замещающих государственные должности Российской Федерации, за 2018 года Анатолий Серышев заработал 7 790 316 рублей. Доход его супруги за тот же период составил 3 198 924 рубля.
Анатолий Серышев проживает в особняке в деревне Тимонино к юго-западу от Москвы, в получасе езды от МКАД, сосед — экс-заместитель главы ФСБ по Карелии Игорь Пыхтин. Дом Анатолия Анатольевича, который может стоит до 50 млн рублей записан на 26-летнюю (на момент 2021 года) дочь генерала Анастасию, «что позволяет… не указывать эту недвижимость в своих служебных декларациях».

## Семья
Дед — Семен Серышев. Братья — Николай Серышев и Александр Серышев. Дочь — Анастасия.